# 2021年拜登美国国会联席会议演讲
第46任美国总统，乔·拜登，於2021年4月28日發佈他第一次在美国国会的国会联席会议進行的演講。与国情咨文类似，拜登的国情咨文将在美国国会大厦的众议院举行，并通过电视转播。副总统兼参议院议长賀錦麗及众议院议长南希·佩洛西主持此次联席会议。這是美国歷史上第一次由兩位女性一起主持國會聯席會議。 由於COVID-19疫情，減少出席者人數，僅有200人參加，因此內閣成員未參加，所以這次沒有指定幸存者。